# Stanley Rous

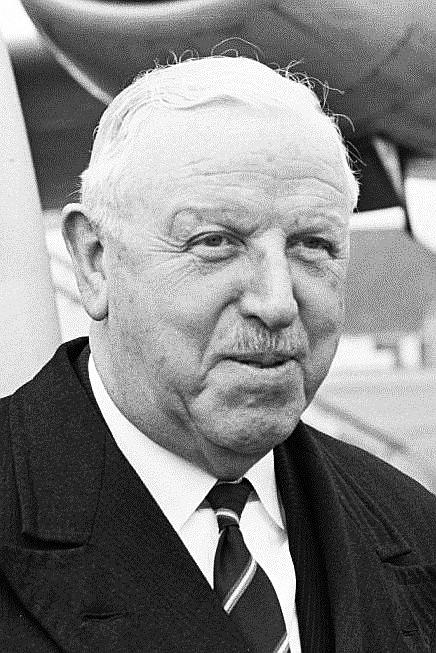
Sir Stanley Rous (1966)

Sir Stanley Ford Rous, CBE (* 25. April 1895 in Watford; † 18. Juli 1986 in London) war ein englischer Funktionär, Fußballschiedsrichter und von 1961 bis 1974 sechster Präsident des Weltfußballverbandes FIFA.

## Leben
Vor seiner Karriere als Fußballfunktionär war Stanley Rous Schiedsrichter. Er pfiff u. a. die Länderspiele Schweiz gegen Deutschland am 15. April 1928 in Bern (2:3) und am 4. Mai 1930 in Zürich (0:5). 
Rous war von 1934 bis 1962 Sekretär des englischen Fußballverbandes FA. Nachdem 1961 FIFA-Präsident Arthur Drewry, ebenfalls ein Engländer, verstarb, wurde Rous mit einem Wahlergebnis von 51 zu 14 Stimmen zum FIFA-Präsidenten gewählt. 1949 wurde er als Knight Bachelor geadelt.
Auf dem FIFA-Kongress 1970 in Mexiko-Stadt verloren die Europäer erstmals ihre Mehrheit in den wichtigen Komitees für die Weltmeisterschaft und das olympische Turnier in der FIFA. Eine anti-europäische Stimmung machte sich breit. Noch jedoch war mit Stanley Rous die wichtigste Stelle im weltweiten Fußball durch einen Europäer besetzt. Doch wurde auch diese Periode europäischer Vormachtstellung auf dem FIFA-Kongress 1974 in Frankfurt am Main beendet, als der Brasilianer João Havelange das Amt übernahm. Am 11. Juni 1974 wurde Rous zum FIFA-Ehrenpräsidenten ernannt.
In Großbritannien wurde ein kurzlebiger Pokalwettbewerb nach ihm benannt: der Rous Cup.